# دهستان هلونچکان
دهستان هلونچکان، یکی از دهستان‌های بخش مرکزی شهرستان قصرقند در استان سیستان و بلوچستان ایران است. مرکز این دهستان، روستای هلونچکان است.

## جمعیت
بر پایه سرشماری عمومی نفوس و مسکن در سال ۱۳۹۵، جمعیت دهستان هلونچکان برابر با ۷٬۲۹۱ نفر بوده‌است.